# غوام
غوام (بالإنجليزية الأمريكية: Guam, وبالتشاموروية: Guåhån, وبالإسبانية: Guaján) إقليم منظم وغير مدمج تابع للولايات المتحدة في منطقة ميكرونيسيا الفرعية في غرب المحيط الهادئ. تعد هاغاتنيا عاصمة غوام، وتعد ديديدو أكثر القرى اكتظاظًا بالسكان. تعد أقصى نقطة في غرب الولايات المتحدة وإقليمها، وتحسب من المركز الجغرافي للولايات المتحدة في أوقيانوسيا، وهي أكبر جزر الماريانا وأقصى نقطة في جنوبها وأكبر جزيرة في ميكرونيسيا. في عام 2022، بلغ عدد سكان غوام 168,801 نسمة. يعد الشامورو أكبر مجموعة عرقية، لكنهم أقلية في الجزيرة متعددة الأعراق. يمتد الإقليم على مساحة 210 أميال مربعة (540 كم2؛ 130,000 فدان) وتبلغ الكثافة السكانية 775 لكل ميل مربع (299 كم2).
سكان غوام الأصليون هم الشامورو الذين يرتبطون بالشعوب الأسترونيزية في أرخبيل الملايو والفلبين وتايوان وبولنيزيا. لكن، على عكس معظم جيرانها، لا تصنف لغة الشامورو من اللغات الميكرونيسية أو البولينيزية. ربما تشكل، مثلها مثل اللغة البالاوية، فرعًا مستقلًا من عائلة اللغات الملايو-بولينيزية. استوطن شعب الشامورو غوام وجزر الماريانا منذ حوالي 3,500 عام. كان المستكشف البرتغالي فرناندو ماجلان أول أوروبي يزور الجزيرة ويطالب بها في 6 مارس 1521 في أثناء خدمته لإسبانيا. استعمرت إسبانيا غوام بالكامل في عام 1668. بين القرنين السادس عشر والثامن عشر، كانت غوام محطة توقف مهمة للغلاوين الإسبانية في مانيلا. خلال الحرب الأمريكية الإسبانية، استولت الولايات المتحدة على غوام في 21 يونيو 1898. بموجب اتفاقية باريس لعام 1898، تنازلت إسبانيا عن غوام للولايات المتحدة اعتبارًا من 11 أبريل 1899.
قبل الحرب العالمية الثانية، كانت غوام إحدى خمس مناطق أمريكية في المحيط الهادئ، بالإضافة إلى جزيرة ويك في ميكرونيسيا وساموا الأمريكية وهاواي في بولنيزيا والفلبين. في 8 ديسمبر 1941، وبعد ساعات من الهجوم على بيرل هاربر، استولى اليابانيون على غوام في 8 ديسمبر 1941، واحتلوا الجزيرة لمدة عامين ونصف قبل أن تستعيد القوات الأمريكية الجزيرة في 21 يوليو 1944، والذي يُحتفل به عيدًا للتحرير. منذ ستينيات القرن العشرين، كان اقتصاد غوام مدعومًا في المقام الأول بالسياحة والجيش الأمريكي الذي تعتبر غوام إحدى الأصول الاستراتيجية الرئيسية له. كانت حالتها السياسية المستقبلية موضع نقاش كبير، إذ تشير استطلاعات الرأي العام إلى ميل قوي لاعتبارها ولاية أمريكية.
شعار غوام بحكم الأمر الواقع هو «حيث يبدأ يوم أمريكا»، ويشير إلى قرب الجزيرة من خط التاريخ الدولي. تعد غوام من بين 17 إقليمًا غير متمتع بالحكم الذاتي مدرجًا ضمن قائمة الأمم المتحدة، وهي عضو في جماعة المحيط الهادئ منذ عام 1983.

## التاريخ

### حقبة ما قبل الاحتكاك
كانت غوام، بالإضافة إلى جزر الماريانا، أولى الجزر التي استوطنها البشر في أوقيانوسيا النائية. كانت أيضًا أول وأطول الرحلات التي قامت بها الشعوب الأسترونيزية عبر المحيطات، وهي منفصلة عن الاستيطان البولينيزي اللاحق لبقية أوقيانوسيا النائية. استوطنت لأول مرة حوالي عام 1500 حتى 1400 ق.م، من قبل مهاجرين انطلقوا من الفلبين وأعقبتها هجرة ثانية من أرخبيل كارولين في الألفية الأولى بعد الميلاد. حدثت موجة هجرة ثالثة من جزر جنوب شرق آسيا، من الفلبين أو شرق إندونيسيا على الأرجح، بحلول عام 900 م.

### الحقبة الإسبانية
كان أول أوروبي يسافر إلى غوام هو الملاح البرتغالي فرناندو ماجلان، الذي كان يبحر لصالح ملك إسبانيا، عندما شاهد الجزيرة في 6 مارس 1521، خلال ملاحة أسطوله الدورانية حول الكرة الأرضية. رغم زيارة ماجلان، لم تطالب إسبانيا رسميًا بغوام حتى 26 يناير 1565 على يد ميغيل لوبيز دي ليغازبي. من عام 1565 حتى عام 1815، كانت غوام وجزر ماريانا الشمالية، وهي البؤر الأمامية الإسبانية الوحيدة في المحيط الهادئ شرق الفلبين، محطات تموين لغلاوين مانيلا، وهو أسطول كان يغطي الطريق التجاري في المحيط الهادئ بين أكابولكو ومانيلا.
بدأ الاستعمار الإسباني في 15 يونيو 1668، بوصول بعثة تبشيرية بقيادة دييغو لويس دي سان فيتوريس، الذي أسس أول كنيسة كاثوليكية. كانت الجزر جزءًا من جزر الهند الشرقية الإسبانية، وجزءًا من نيابة إسبانيا الجديدة، ومقرها مدينة مكسيكو. بدأت الحروب الإسبانية -الشاموروية في غوام عام 1670 بسبب التوترات المتزايدة مع البعثة اليسوعية، وحدثت آخر انتفاضة واسعة النطاق في عام 1683.

### الحرب العالمية الأولى
في 10 ديسمبر 1914، أُجبرت إس إم إس كورموران (أو كورموران الثانية)، وهي مغيرة تجارية ألمانية مسلحة، على البحث عن ميناء في مرفأ أبرا في إقليم غوام الأمريكي بعد أن نفد الفحم. رفضت الولايات المتحدة الأمريكية، التي كانت محايدة في ذلك الوقت، تزويد كورموران بالمؤن الكافية لوصولها إلى الميناء الألماني؛ لذلك، احتُجزت السفينة وطاقمها حتى عام 1917.
في صباح يوم 7 إبريل عام 1917، وصل خبر إلى غوام عن طريق برقية تلغرافية بأن الكونغرس الأمريكي أعلن الحرب على ألمانيا. أرسل الحاكم البحري لغوام، روي كامبل سميث، ضابطين لإبلاغ كورموران بأن حالة الحرب قائمة بين البلدين وأن الطاقم أصبحوا الآن أسرى حرب وأنه يجب تسليم السفينة. في هذه الأثناء، أغلقت سفينة يو إس إس سبلاي مدخل ميناء أبرا لمنع أي محاولة للفرار. كان الضابطان في زورق منفصل برفقة بارجة يقودها الملازم دبليو. إيه. هول، الذي كان قد تعين قائدًا للغنيمة، وكان قد أحضر 18 بحارًا و15 من مشاة البحرية من الثكنات في قرية سوماي.

### الحرب العالمية الثانية
خلال الحرب العالمية الثانية، هاجمت إمبراطورية اليابان غوام وغزتها في معركة غوام عام 1941 في 8 ديسمبر 1941، في نفس وقت الهجوم على بيرل هاربر. أعاد اليابانيون تسمية غوام وأطلقوا عليها اسم أوميا-جيما (جزيرة الضريح العظيم). استمر الاحتلال الياباني لغوام حوالي 31 شهرًا. خلال هذه الفترة، خضع السكان الأصليون في غوام للعمل القسري والتفرقة الأسرية والسجن والإعدام ومعسكرات الاعتقال والدعارة القسرية.
لقي نحو 1,000 شخص حتفهم في أثناء الاحتلال، وفقًا لشهادة لجنة الكونغرس الأمريكي في وقت لاحق من عام 2004. يقدر بعض المؤرخين أن عنف الحرب أودى بحياة 10% من سكان غوام البالغ عددهم 20 ألف نسمة آنذاك. عادت الولايات المتحدة وخاضت معركة غوام عام 1944 من 21 يوليو حتى 10 أغسطس لاستعادة الجزيرة. يُعتبر يوم 21 يوليو عطلة إقليمية، وهو عيد التحرير.

### ما بعد الحرب
بعد الحرب العالمية الثانية، وُضع قانون غوام التأسيسي لعام 1950 باعتبارها إقليمًا منظمًا غير مدمج تابع للولايات المتحدة، ونص على هيكل الحكومة المدنية للجزيرة، ومنح الشعب الجنسية الأمريكية. كان حاكم غوام يعين فيدراليًا حتى عام 1968 عندما نص قانون انتخاب حاكم غوام على انتخابه شعبيًا.  بما أن غوام ليست ولاية أمريكية، لا يسمح لمواطني الولايات المتحدة المقيمين في غوام بالتصويت لانتخاب الرئيس، وممثلهم في الكونغرس هو عضو لا يحق له التصويت.

## الأقسام الإدارية
غوام مقسمة إلى 19 قرية هم: أسان، أغات، أغانيا، اناراجان، أوماتاك، باريغادا، بيتي، تالافوفو، تامونينغ، تشالان باغو أوردوت، ديديدو، سانتا ريتا، سيناجانا، مانغيلاو، مرتفعات أغانيا، مونومونغ توتو مايت، ميريزو، يغو، يونا.

## المناخ والسطح
توجد حواجز مرجانية قبالة ساحل غوام، وترتفع هضبة جيرية على الجزء الشمالي من الجزيرة. وتمت إزالة العديد من الغابات في الشمال لإنشاء المزارع والمطارات. وفي النصف الجنوبي من الجزيرة سلسلة جبلية بركانية الأصل. وتنبع العديد من الأنهار في الجبال وتصب في الساحل. وتضرب الزلازل الجزيرة بين حين وآخر. ويوجد متنزه الحرب في الباسفيكي التاريخي الوطني - الذي أقيم تخليدًا لذكرى الجنود الأمريكيين الذين قاتلوا في المحيط الهادئ خلال الحرب العالمية الثانية (1939- 1945م)- في غوام.
وطقس غوام دافئ معظم السنة، ويتراوح متوسط درجات الحرارة بين 20 و 32°م، بيد أن الأعاصير كثيرًا ما تجتاح الجزيرة. ويبلغ متوسط هطول الأمطار 230سم في العام. ويستمر موسم هطول الأمطار من مايو إلى نوفمبر.

## السكان
معظم الغواميين من الشامورو، سكان الجزر الذين ينتمون أساسًا لأصول ميكرونيزية وفلبينية وأسبانية. وينحدر آخرون من مستوطنين أمريكيين وإيطاليين وفرنسيين وبريطانيين ويابانيين. وسُدسُ سكان غوام جنود عسكريون أمريكيون مع عوائلهم. واللغة الرسمية لغوام هي الإنجليزية، ولكن معظم الناس يتحدثون لغة الشامورو. والرومانية الكاثوليكية هي الديانة التي يعتنقها معظم السكان و يوجد أقلية اسلامية بالجزيرة تمثلها رابطة المسلمين في غوام. وجامعة غوام في مانجيلاو هي الجامعة الوحيدة في الجزيرة؛ وأكبر مدنها تامونينج.

## الاقتصاد
يرتكز اقتصاد غوام أساسًا على الجيش الأمريكي والسياحة. ويحتفظ الجيش الأمريكي بقاعدة أجانا البحرية والعديد من المنشآت البحرية الأخرى على الجزيرة. وتوفر المنشآت العسكرية العديد من الوظائف للغواميين. ويزور آلاف السياح، ومعظمهم من اليابانيين، غوام كل عام. والزراعة وصيد السمك نشاطان اقتصاديان صغيران. ويزرع الفلاحون جوز الهند والبطاطا الحلوة والقلقاس (خضار جذري). والتونة أهم أسماك الجزيرة. وميناء غوام الرئيسي هو آبرا.